# Лазар, Августа
Августа Лазар (нем. Auguste Lazar; а замужестве Августа Вигхардт-Лазар; 12 сентября 1887 года в Вене, Австро-Венгрия — 7 апреля 1970 года в Дрездене, ГДР) — австрийско-немецкая писательница; издавалась также под псевдонимом Мэри Макмиллан.

## Биография
Происходила из богатой многодетной еврейской семьи. Изучала немецкий язык и литературу, творчество Э. Т. А. Гофмана; получила докторскую степень в Вене в 1916 году. Затем она стала преподавателем в нескольких реформаторских учебных заведениях. В 1920 году она переехала в Дрезден со своим мужем, профессором математики Карлом Вигхардтом.
Августа Лазар была близким другом дрезденских художников Леи Грундиг и Ханса Грундига, семьи Виктора Клемперера, его братьев и двоюродного брата Отто Клемперера, а также их бывших учеников Хелены Вайгель и Рудольфа Леонхарда.
В 1924 году умер её муж. После 1933 года она нелегально работала в антифашистском сопротивлении, пока в 1939 году ей не пришлось эмигрировать в Англию. Там она жила до 1949 года, когда смогла вернуться в Дрезден.
Умерла в Дрездене в 1970 году. Её могила находится на кладбище Хайдефридхоф. Её имя носит улица Августе-Лазар-штрассе в Чертнице (на юге Дрездена, в районе Плауэн).

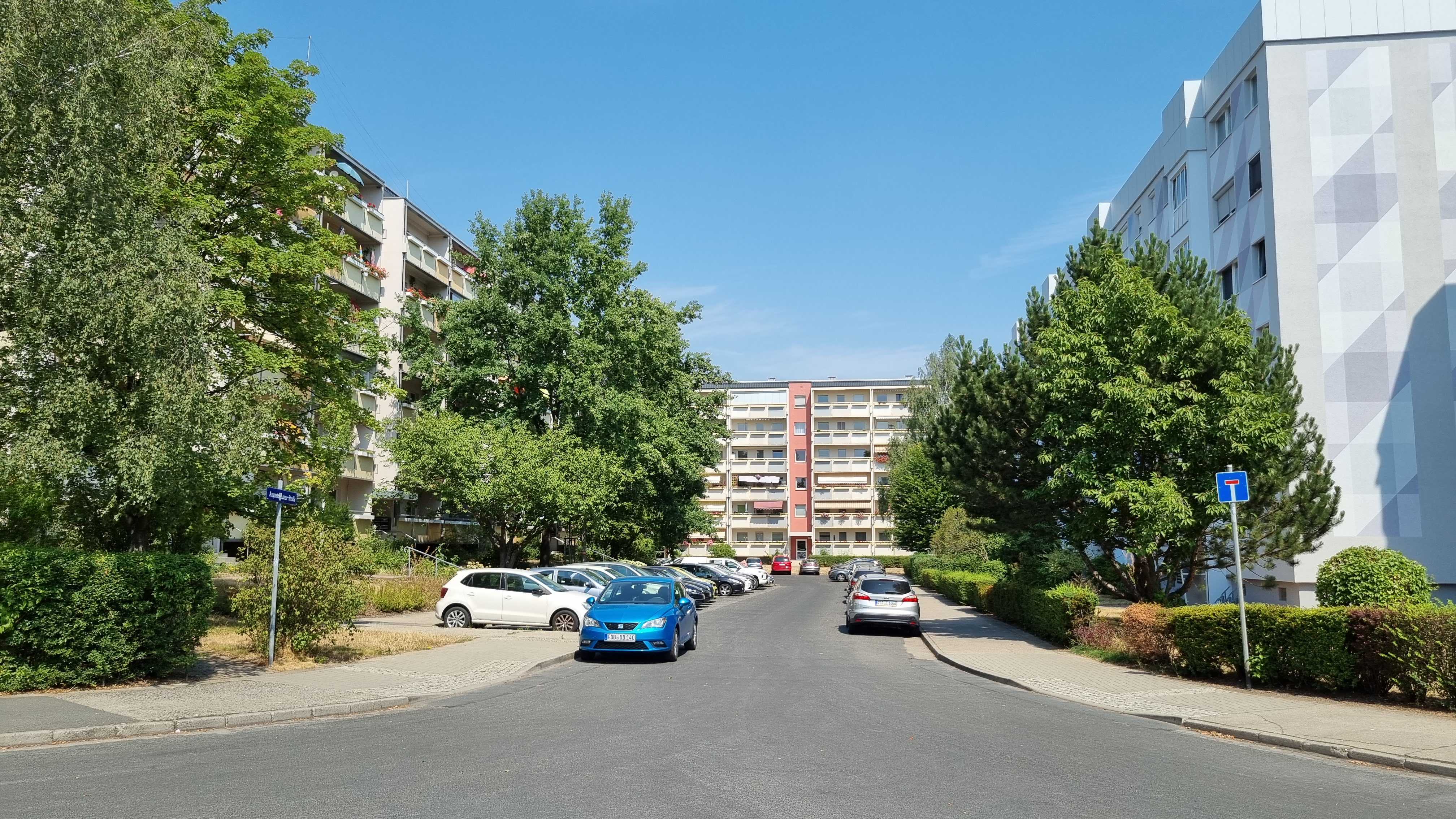
Улица Августе-Лазар-штрассе.

## Творчество
Августа Лазар писала в основном детские книги. Её самая известная повесть «Салли Бляйштифт в Америке» («Sally Bleistift in Amerika») вышла под псевдонимом Мэри Макмиллан (Mary MacMillan) в 1935 году.
В ГДР Августа Лазар и Алекс Веддинг оказали влияние на авторов социалистической детской литературы. В 1953 году Лазар получила орден Карла Маркса, в 1957 году — орден «За заслуги перед Отечеством» в бронзе, в 1962 году — в серебре, а в 1959 году — премию Мартина Андерсена от города Дрездена.

## Книги
- Mary MacMillan: Sally Bleistift in Amerika. Illustrationen Alex Keil. Verlagsgenossenschaft ausländischer Arbeiter in der UdSSR, Moskau, Leningrad 1935. (Globus-Verlag, Wien 1947; Sachsenverlag, Dresden 1948.)
- Bootsmann Sibylle. Kinderbuchverlag, Berlin 1953.
- Jan auf der Zille. Eine Jugenderzählung aus dem Jahre 1934 . Sachsenverlag, Dresden 1950. (8. Aufl. Kinderbuchverlag, Berlin 1964)
  - Ян на барже. — — М.: Детская литература, 1972. / Сокр. пер. с нем. Т. Лурье; Илл. Д. Штеренберга.
- Der neue Däumling. Kinderbuchverlag, Berlin 1954.
- Arabesken. Aufzeichnungen aus bewegter Zeit. Dietz Verlag, Berlin 1957. (7., erw. Aufl. Dietz Verlag, Berlin 1977)
- Jura in der Leninhütte. Der Jugend erzählt. Dietz Verlag, Berlin 1959.
- Die Schreckensherrschaft und das Glück der Anette Martin. Kinderbuchverlag, Berlin 1961.
- Schach dem König! Phantastische und nüchterne Bilder aus der Französischen Revolution. Dietz Verlag, Berlin 1964.
- Die Brücke von Weißensand. Kinderbuchverlag, Berlin 1965.
- Lea Grundig zum 60. Geburtstag. In: Bildende Kunst . Hrsg. Verband Bildender Künstler der Deutschen Demokratischen Republik. 1966, 4, S. 181—185.
- Eva Schulze-Knabe 60 Jahre alt. In: Bildende Kunst . Hrsg. Verband Bildender Künstler der Deutschen Demokratischen Republik. 1967, S. 237—241.
- Akelei und das Wurzelmännchen. Kinderbuchverlag, Berlin 1970.
  - Ромашка и Старичок-Корешок. — М.: Детская литература, 1974 г. Перевод на русский Александры Исаевой. Илл. И. Ушакова.